# Saison 6 de Chicago Fire
Chronologie
Saison 5 Saison 7
Cet article présente les épisodes de la sixième saison de la série télévisée américaine Chicago Fire.

## Généralités
- Aux États-Unis, la saison est diffusée depuis le 28 septembre 2017 sur le réseau NBC.
- Au Canada, elle est diffusée en simultané durant l'automne, puis le vendredi soir à l'hiver, sur le réseau Global.
- En Suisse, elle est diffusée depuis le 31 août 2018 sur RTS Un.
- En France, elle est diffusée depuis le 13 septembre 2018 sur 13e rue.

## Distribution

### Acteurs principaux
- Jesse Spencer (VF : Guillaume Lebon) :Capitaine Matthew Casey
- Taylor Kinney (VF : Thomas Roditi) : Lieutenant Kelly Severide
- Monica Raymund (VF : Anne Dolan) : Gabriela Dawson Casey
- Kara Killmer (VF : Victoria Grosbois) : Sylvie Brett
- Eamonn Walker (VF : Thierry Desroses) : Chef de bataillon Wallace Boden
- David Eigenberg (VF : Franck Capillery) : Christopher Herrmann
- Yuri Sardarov (VF : Olivier Augrond) : Brian « Otis » Zvonecek
- Joe Minoso (VF : Loic Houdré) : Joe Cruz
- Christian Stolte (VF : Paul Borne) : Randy « Mouch » McHolland
- Miranda Rae Mayo (VF : Charlotte Corréa) : Stella Kidd

### Acteurs récurrents et invités
- La distribution principale de Chicago PD
- La distribution principale de Chicago Med

- Randy Flagler (de) (VF : Jean-Alain Velardo) : Harold Capp
- Robyn Coffin (VF : Nathalie Gazdik): Cindy Herrmann, la femme de Christopher Herrmann.
- Anthony Ferraris : Tony
- DuShon Monique Brown (en) (VF : Caroline Jacquin) : Connie (11 épisodes)
- Jeff Lima (en) (VF : Guillaume Bourboulon) : Leon Cruz (épisode 3)
- Melissa Ponzio (VF : Élisa Bourreau) : Donna Robbins-Boden (épisodes 1, 2, 8 et 16)
- Gordon Clapp (VF : Michel Prud'homme) : Aumônier Orlovsky (épisode 1)
- Daniel Zacapa (en) (VF : Jean-François Vlérick) : Ramón Dawson (épisodes 1, 5 à 7)
- Eloise Mumford : Hope Jacquinot[1] (épisodes 1 à 6)
- Kim Delaney : Jennifer Sheridan, mère de Kelly Severide[2] (épisodes 17 et 18)
- Damon Dayoub : Jake Cordova[3] (épisodes 16 à 19)
- Sarah Shahi (VF : Julie Dumas) : Rene Royce[4] (épisodes 21 à 23)
- Gary Cole (VF : Patrick Poivey) : Chef Carl Grissom (épisodes 10,11,14,15,20,21,22,23)

## Liste des épisodes

### Épisode 1:Retour à la vie
- États-Unis /  Canada : 28 septembre 2017
- Québec : 20 août 2018 sur AddikTV
- Suisse : 31 août 2018 sur RTS Un
- France : 3 septembre 2018 sur 13e rue
- Belgique : 15 mars 2019 sur RTL-TVI

- États-Unis : 7,19 millions de téléspectateurs[5] (première diffusion)
- Canada : 1,414 million de téléspectateurs[6] (première diffusion + différé 7 jours)

Alors que la plupart des pompiers de la caserne 51 sont encore pris au piège dans l'incendie de l'entrepôt, Wallace Boden prend une décision partagée et utilise des canons à eau afin de pouvoir sauver ses hommes. Deux mois plus tard, Matt Casey et ses collègues ont survécu à l'incendie. Le lieutenant de l'échelle 81 reçoit une médaille de la bravoure et est applaudi par ses pairs. En rentrant chez eux, Gabriella Dawson et lui surprennent Ramon en train de plier bagage. À la caserne, Joey Cruz et Mouch se réconcilient, mais Stella Kidd se fait menacer par son propriétaire d'être expulsée de son logement si elle ne paye pas son loyer, sauf qu'elle exige la réparation de son frigo en contrepartie. Pendant ce temps, Sylvie Brett annonce à ses collègues la visite de son amie d'enfance, Hope. Un père amène sa fille en train de s'étouffer et qui saigne des yeux. Les ambulancières réussissent à extraire le morceau de saucisse coincé dans la gorge de l'enfant, puis la conduisent au Chicago Med. 

### Épisode 2:Mise à feu par contact
- États-Unis /  Canada : 5 octobre 2017
- Suisse : 31 août 2018 sur RTS Un
- France : 3 septembre 2018 sur 13e rue
- Belgique : 15 mars 2019 sur RTL-TVI

- États-Unis : 6,13 millions de téléspectateurs[7] (première diffusion)
- Canada : 1,368 million de téléspectateurs[8] (première diffusion + différé 7 jours)

Wallace Boden informe Matt Casey et Kelly Severide ce que lui a appris Donna, sa femme, concernant l'incendie du lycée. Persuadée que l'un des élèves de bio-chimie soit responsable du départ de feu, elle sollicite l'aide des pompiers du 51 qui acceptent de mener l'enquête. L'équipe porte secours à celle du 87, venue aider un chauffeur de camion victime d'un accident. Un des pompiers est coincé sous le camion en voulant extraire la victime, mais l'équipe du 51 les sort de là. Mouch organise les équipes pour le rassemblement annuel des soldats du feu. Kelly et Matt se rendent au lycée, où travaille Donna, pour mener l'enquête sur l'incendie déclenché dans la salle de bio-chimie. Mais les deux pompiers n'ont trouvé aucune preuve des soupçons de Wallace et Donna. Déçu et en colère, le chef de bataillon 25 renvoie ses deux hommes recommencer la fouille. En retournant au lycée, les deux pompiers interrogent les élèves. Matt reconnaît l'élève qui s'était blessé à la main (Rachidi) et lui pose des questions, mais ses réponses restent vagues. Un autre, Mathéo, quitte vite le cours, au moment où le lieutenant du Secours 3 l'interroge. Donna semble également soupçonner cet élève et en parle à Hubble, la cheffe du service des enquêtes incendie.

### Épisode 3:Tel est pris qui croyait prendre
- États-Unis /  Canada : 12 octobre 2017
- Suisse : 7 septembre 2018 sur RTS Un
- France : 10 septembre 2018 sur 13e rue
- Belgique : 22 mars 2019 sur RTL-TVI

- États-Unis : 6,16 millions de téléspectateurs[9] (première diffusion)
- Canada : 1,322 million de téléspectateurs[10] (première diffusion + différé 7 jours)

Kelly Severide couche avec Hope sous la douche. Le nouveau chef de bataillon 25, Mullins, qui remplace temporairement Wallace Boden, se bagarre déjà avec Matt Casey. L'ambulance 61 soigne Ella, une jeune fille, percutée par un conducteur, alors qu'elle se baladait à vélo. Mais l'homme responsable de l'accident fait un arrêt cardiaque. Gabriella Dawson réussit à le ranimer après qu'il a une tachycardie ventriculaire. Les ambulancières conduisent les deux victimes au Chicago Med. Mouch avoue à ses collègues avoir organisé une belle surprise pour l'anniversaire de Joey Cruz : faire venir son frère Léon à Chicago. Malheureusement, Gabriella et Sylvie se font réprimander par le chef temporaire de la brigade qui leur apprend qu'il est interdit de transporter deux victimes en même temps et décide de les suspendre jusqu'à nouvel ordre, mais Matt Casey tente de les défendre. Hélas, un des pompiers gâche l'effet de surprise de la venue de Léon en ville en vendant la mèche à Joey. Kelly apprend ensuite à Matt que Dallas Patterson l'a appelé pour lui dire que Mullins est le prochain pour devenir chef du Département des pompiers. Le lieutenant de l'échelle 81 présente ses excuses à ce dernier, mais son chef par intérim lui reproche les mégots de cigarettes trouvés près de l'entrée de la caserne. L'échelle 81 et l'ambulance 61 sont envoyées vers un immeuble, où un homme tente de se suicider. Mais Christopher Hermann et son lieutenant réussissent à l'empêcher de faire une grosse bêtise. 

### Épisode 4:En vase clos
- États-Unis /  Canada : 19 octobre 2017
- Suisse : 7 septembre 2018 sur RTS Un
- France : 10 septembre 2018 sur 13e rue
- Belgique : 22 mars 2019 sur RTL-TVI

- États-Unis : 6,35 millions de téléspectateurs[11] (première diffusion)
- Canada : 1,405 million de téléspectateurs[12] (première diffusion + différé 7 jours)

Gabriella Dawson achète un cadeau pour son mari afin de le féliciter pour sa promotion de capitaine. De son côté, Sylvie Brett demande des explications à son amie Hope sur les accusations à son encontre, mais celle-ci lui apprend qu'elle a eu une liaison avec son ex-employeur, que la femme de ce dernier était au courant et qu'il a voulu lui faire porter le chapeau. Après avoir effectué sa course personnelle, l'ambulancière s'aperçoit que des hommes de chantier font des travaux sur un parking, mais que la structure n'est pas stable. Hélas, ses doutes sont fondées et une partie du bâtiment s'écroule sur le chef de chantier et elle. Malheureusement, le premier succombe à ses blessures, malgré l'aide apportée à l'ambulancière par Will Tucker, sergent-chef de l'armée américaine. Dans l'attente de son retour, c'est Stella Kidd qui la remplace temporairement dans l'ambulance 61. Dans le parking, Colleen et Brandon se disputent, mais Gabriella et Will calment la situation et leur demandent de mettre ça de côté pour sortir du bâtiment. À la caserne, les pompiers découvrent l'effondrement du parking aux informations et ignorent que leur équipière est sur place. En tant que nouveau capitaine, Matt devient le référent personnel de ses collègues. Brandon trouve un homme les mains en sang, coincé dans sa voiture à cause de l'éboulement. Will tente de le sortir, mais cela provoque plus de chute de pierres de la structure. L'ambulancière et le soldat le sortent, mais ce dernier propose de creuser vers la descente de la rampe pour fabriquer une sortie, sauf qu'elle s'y oppose. Malgré ses avertissements, Will et les autres tentent l'idée du soldat. Pour féliciter Matt de sa promotion, la famille Hermann lui offre... un cochon d'Inde en guise de mascotte pour la caserne 51. L'homme de la voiture se dirige vers l'ascenseur hors service, car sa fille, Marisol, y est coincée à l'intérieur. Will et Brandon décalent les portes coulissantes de l'appareil et permettent à la jeune fille d'en sortir.

### Épisode 5:Pacte avec le diable
- États-Unis /  Canada : 26 octobre 2017
- Suisse : 14 septembre 2018 sur RTS Un
- France : 17 septembre 2018 sur 13e rue
- Belgique : 5 avril 2019 sur RTL-TVI

- États-Unis : 6,55 millions de téléspectateurs[13] (première diffusion)
- Canada : 1,211 million de téléspectateurs[14] (première diffusion + différé 7 jours)

À la caserne 51, les pompiers reçoivent leurs paies du mois, sauf Stella Kidd, que Hope a oubliée. L'échelle 81 et l'ambulance 61 secourent un homme coincé dans des fils de barbelés et Matt Casey demande le renfort du Secours 3. Mais durant l'intervention, le nouveau capitaine et le lieutenant du Secours 3 se disputent sur la manière d'extraire la victime des barbelés. Après l'avoir secouru, les pompiers coupent les fils de barbelés, mais il fait une hémorragie, stoppée par Sylvie Brett. Otis présente un nouvel équipement à ses collègues de l'échelle 81 : le Kyujo Nakama 250, un appareil de secourisme. Matt tente d'arranger les choses avec Kelly, mais ce dernier n'a pas supporté la façon dont il a été traité par son ami. Stella semble avoir des doutes sur la sincérité d'Hope, car elle est persuadée que cette dernière la déteste sans raison et c'est pour cela qu'elle n'a toujours pas son paiement. Mais Gabriella Dawson et Sylvie la recadrent. Otis essaye son nouvel appareil, mais a du mal à l'utiliser. L'ambulance 61 est envoyée dans un supermarché, où une femme enceinte fait une tachycardie, soignée par Pete Callun. Elle fait une crise, mais Sylvie lui injecte 4 mg de Versed, ce qui la stabilise. Transportée au Chicago Med, elle dut subir une césarienne, mais le bébé et elle vont bien. 

### Épisode 6:La Mutation
- États-Unis /  Canada : 2 novembre 2017
- Suisse : 14 septembre 2018 sur RTS Un
- France : 17 septembre 2018 sur 13e rue
- Belgique : 5 avril 2019 sur RTL-TVI

- États-Unis : 5,88 millions de téléspectateurs[15] (première diffusion)
- Canada : 953 000 téléspectateurs[16] (première diffusion + différé 7 jours)

Alors que Gabriella Dawson prend le petit-déjeuner en compagnie de son père Ramon, Otis et Joey Cruz passent à côté d'un bar qui doit fermer pour dépôt de bilan. À peine arrivée à la caserne, l'équipe du 51 est envoyée sur un feu de structure dans un restaurant de luxe, où des civils sont coincés sur une terrasse à l'étage supérieur. Pendant que ses collègues évacuent les victimes, Stella Kidd porte secours à une femme et sa petite fille. Ensuite, la pompière de l'échelle 81 découvre, choquée, qu'elle est transférée au service des relations publiques. Dépitée par cette nouvelle, elle ne trouve pas le sommeil et se confie à Mouch. Otis se rend au bar en question, fait la connaissance de la fille du propriétaire, Lily et souhaite acheter leur matériel. Ivre au Molly's, Stella est ramenée par Kelly Severide, puis elle lui donne un baiser une fois rentrés.  

### Épisode 7:L'Héritage d'une vie
- États-Unis : 4 janvier 2018
- Canada : 5 janvier 2018
- Suisse : 21 septembre 2018 sur RTS Un
- France : 24 septembre 2018 sur 13e rue
- Belgique : 12 avril 2019 sur RTL-TVI

- États-Unis : 5,96 millions de téléspectateurs[17] (première diffusion)

Gabriela Dawson conduit son père au Chicago Med, pendant que son équipière Sylvie Brett lui apporte les premiers soins. Matt Casey et Antonio rejoignent les ambulancières à l'hôpital, puis le Dr Rhodes apprend aux proches de Ramon que la plaie aux poumons a été soignée et qu'il va s'en tirer. Stella Kidd avoue à Sylvie avoir embrassé Kelly Severide le soir où elle était bourrée et elle cherche à l'éviter. Mouch, Joey Cruz, Christopher Herrmann et Wallace Boden transmettent leurs pensées positives destinées à Ramon à l'ambulancière. Alors qu'Otis se propose pour s'occuper de tout concernant le partenariat, l'échelle 81 et l'ambulance 61 sont envoyées sur un court-circuit dans un bâtiment. Otis et Christopher détectent la présence de fumée dans l'appartement d'un vieil homme, puis Stella éteint le feu à l'intérieur d'un mur de celui-ci. Wallace découvre que le vieil homme est Stoke Porter, un ancien chanteur de blues. Après l'avoir conduit au Chicago Med, Gabriela en profite pour prendre des nouvelles de son père à l'hôpital. Matt se rend compte que sa subordonnée évite Kelly et en parle au lieutenant du Secours 3 qui la laisse réfléchir. Wallace propose au lieutenant de l'échelle 81 et Mouch une soirée cigares chez lui. Stella semble douter de l'idée d'Otis, mais Christopher lui fait entièrement confiance. Antonio se rend chez Sylvie pour lui rendre son sweatshirt, puis ils s'échangent un baiser et couchent ensemble. Alors qu'elle rendait visite à son père, Gabriela découvre que ce dernier se fait interviewer par des journalistes. 

### Épisode 8:La Vie en coloc
- États-Unis : 11 janvier 2018
- Canada : 12 janvier 2018
- Suisse : 21 septembre 2018 sur RTS Un
- France : 24 septembre 2018 sur 13e rue
- Belgique : 12 avril 2019 sur RTL-TVI

- États-Unis : 5,3 millions de téléspectateurs[18] (première diffusion)

Gabriella Dawson rend visite à Bria dans sa chambre d'hôpital et sympathise avec la jeune fille en jouant aux cartes avec elle. À la caserne 51, l'ambulancière et Kelly Severide discutent à son sujet. Joey Cruz et Otis s'inquiètent au sujet de Sylvie Brett, car elle ne dort plus chez eux depuis quelque temps et sont persuadés qu'elle a trouvé quelqu'un. Cette dernière ne leur dit rien, mais révèle à son équipière... qu'elle ressort avec son frère. L'échelle 81 et l'ambulance 61 viennent en aide à un policier qui a une partie de la gorge transpercée par un grillage. Son équipier, Harris, le maintient en vie, puis les ambulancières stoppent l'hémorragie. Wallace Boden, de son côté, fait la rencontre de Julian, le frère de sa femme Donna. En voyant Bria sortir de l'hôpital, Gabriella lui propose de la raccompagner en ambulance, ce que la jeune fille accepte avec plaisir. Inquiète au sujet de la jeune fille après l'avoir déposée près de chez elle avec Sylvie, l'ambulancière la suit discrètement, puis fait la rencontre du père de cette dernière. Bria lui explique que son père souffre de paralysie, car il a eu un accident de travail et est accro aux analgésiques. Elle est obligée de lui fournir les médicaments dont il a besoin pour guérir. L'ambulancière lui donne sa carte et lui fait promettre de la contacter en cas de moindre problème. Julian sympathise avec les pompiers du Secours 3, avant que Donna ne vienne le chercher. Gabriela rediscute avec Kelly au sujet de Bria et lui fait part de ses inquiétudes, ce qui semble agacer Matt Casey. Wallace, quant à lui, se confie à Christopher Herrmann au sujet de son beau-frère, Julian. Sylvie retrouve Antonio et recommence une aventure avec lui. 

### Épisode 9:À la recherche de Bria
- États-Unis : 18 janvier 2018
- Canada : 19 janvier 2018
- Suisse : 28 septembre 2018 sur RTS Un
- France : 1er octobre 2018 sur 13e rue
- Belgique : 6 septembre 2019 sur RTL-TVI

- États-Unis : 5,68 millions de téléspectateurs[19] (première diffusion)

En train de dormir, Matt Casey s'aperçoit que sa femme ne dort pas à ses côtés et s'est réveillée pour chercher des informations sur Bria, la jeune adolescente disparue. Stella Kidd la remplace dans l'ambulance 61 dans l'attente de son retour. L'équipe de la caserne 51 porte secours à une femme, qui a la cheville coincée dans une porte à tambour et blessée. Après l'intervention, un des adolescents SDF de Milwaukee révèle à Kelly Severide avoir vu Bria. De son côté, Gabriella s'est arrêtée à une station service et prévient le lieutenant du Secours 3 qui lui apprend également avoir une piste de son côté. Il se rend près du marché de Kenilworth, y rencontre des adolescents qui prennent peur en le voyant car ils le prennent pour un policier, mais une fille du groupe donne des informations au pompier. L'ambulance 61 vient en aide à une femme évanouie qui a inhalé de la chloramine. Après l'avoir évacuée avec Sylvie Brett, Stella demande une équipe de décontamination. Les deux ambulancières font la rencontre du lieutenant Zach Torbett de l'unité HAZMA 2 et tombent toutes deux sous son charme. Accompagné de son équipe, Kelly rend visite à Jamison, le père de Bria. 

### Épisode 10:Frapigan
- États-Unis /  Canada : 25 janvier 2018
- Suisse : 28 septembre 2018 sur RTS Un
- France : 1er octobre 2018 sur 13e rue
- Belgique : 6 septembre 2019 sur RTL-TVI

- États-Unis : 6,06 millions de téléspectateurs[20] (première diffusion)
- Canada : 1,046 million de téléspectateurs[21] (première diffusion + différé 7 jours)

Gabriela Dawson et Matt Casey se rendent à la morgue pour identifier le corps d'une jeune fille. Fort heureusement, ce n'est pas celui de Bria Jamison. Au grand étonnement de l'ambulancière, celle-ci avait récupéré les affaires de Bria. Antonio parvient à identifier la jeune fille morte : Carly Hecht, une jeune femme de 19 ans. Le policier donne l'adresse du petit copain de cette dernière à sa sœur. Stella Kidd informe Sylvie Brett que Zach Torbett, de l'unité HAZMA 2, l'a invitée à dîner dans un grand restaurant. De son côté, Joey Cruz invente un nouvel outil pour les pompiers : le Frapigan. Accompagnée de sa coéquipière, Gabriella se rend chez Aaron, le petit ami de Carly, pour lui annoncer la mort de sa compagne. Elle lui demande s'il connait Bria, mais le jeune homme répond négativement. En revanche, il donne une piste aux deux femmes : le Havre de Paix, un refuge pour adolescents. Les ambulancières sont ensuite envoyées pour porter secours à une femme qui a la main coincée dans un broyeur à ordures. La caserne 51 reçoit la visite du député-chef du 4e district, Carl Grissom, qui invite les pompiers à un dîner de bienfaisance et des enchères pour le club des 100. Gabriela se rend au refuge et espère y trouver Bria, mais l'hôtesse d'accueil semble ne pas savoir où elle est. Aidé par Sylvie, Joey teste sa nouvelle invention, mais se blesse la main. Finalement, Bria refait son apparition près de la caserne 51 et l'ambulancière est soulagée de la revoir et la prend dans ses bras. Tout comme pour Louie, elle souhaiterait devenir la mère d'accueil de l'adolescente, demande à son mari si Bria peut héberger chez eux et le lieutenant de l'échelle 81 accepte. Le nouveau test de l'invention de Joey est encore un échec, mais Sylvie l'encourage à ne pas abandonner son idée. Kelly a écrit une lettre de recommandation à la protection de l'enfance afin que les mariés deviennent temporairement les parents d'accueil de Bria.

### Épisode 11:La Loi de la jungle
- États-Unis : 1er février 2018
- Canada : 2 février 2018
- Suisse : 4 octobre 2018 sur RTS Un
- France : 8 octobre 2018 sur 13e rue
- Belgique : 13 septembre 2019 sur RTL-TVI

- États-Unis : 5,67 millions de téléspectateurs[22] (première diffusion)

Christopher Hermann amène sa fille Annabelle à la caserne 51 afin que cette dernière découvre le travail de son père. L'équipe est envoyée sur un accident de la route. Mais durant l'intervention, Matt Casey et Kelly Severide sont en désaccord sur la façon de sauver les victimes, car le prisonnier, coincé à l'arrière du véhicule du shérif Kiff, tente de tuer ce dernier en voulant lui briser la nuque, puis s'enfuit, rattrapé par le lieutenant du Secours 3. Zach réinvite Stella Kidd à sortir, ce que la pompière accepte. Carl Grissom interroge Kelly sur la manière dont l'intervention du matin s'est déroulée et ce dernier couvre Matt. Le lieutenant de l'échelle 81 est, à son tour, questionné et prend la responsabilité de la décision, mais selon Carl, a ignoré la recommandation de Kelly. Malheureusement, le shérif décède à l'hôpital. Les deux lieutenants recommencent à se disputer. Trudy Platt passe à la caserne 51 voir Mouch et attire étrangement l'attention d'Annabelle, la fille de Christopher. Comme Gabriella et Matt ne peuvent pas aller au SPA, l'ambulancière offre les invitations à son équipière qui y va en compagnie de Joey Cruz. Plus tard dans la soirée, alors que Kelly s'isole sur le toit, rejoint par sa colocataire, un des collègues de Kiff fait un scandale aux pompiers de la caserne. 

### Épisode 12:Les Bons conseils
- États-Unis /  Canada : 1er mars 2018
- Suisse : 4 octobre 2018 sur RTS Un
- France : 8 octobre 2018 sur 13e rue
- Belgique : 13 septembre 2019 sur RTL-TVI

- États-Unis : 5,67 millions de téléspectateurs[23] (première diffusion)

Matt Casey et Kelly Severide sautent d'un immeuble de cinq étages et tombent dans une rivière pour survivre. L'un est vivant, mais l'autre a perdu connaissance. Aidée par l'échelle 81, Stella Kidd sort son colocataire de l'eau. Souffrant d'un traumatisme crânien, le lieutenant du Secours 3 est épaulé par la pompière, mais en réalité, il fait une blague à sa camarade. Un photographe, Nate Isaac, qui a pris en photo la chute des deux lieutenants de l'immeuble, est envoyé à la caserne 51 pour faire un article sur la journée des pompiers. Gabriela Dawson et Sylvie Brett soignent Gérald, le SDF, qui s'est cassé le bras. Stella demande à son lieutenant un changement de garde, car elle doit visiter un appartement, ce que lui accorde ce dernier au désarroi de Kelly. Après une intervention en ambulance 61, Gabriela décide d'aller prendre une douche et son mari se rend compte que le photographe la suit pour la prendre en photo toute nue. Après l'avoir pris en flagrant délit, il le vire de la caserne. Wallace Boden a l'intention de déposer une plainte contre Nate Isaac. Au Molly's, un agent de coach de vie souhaiterait recruter Christopher Herrmann dans ses rangs après la démonstration compatissante de barman que vient de faire le pompier auprès d'un des clients du bar, Kevin. 

### Épisode 13:La Traque
- États-Unis /  Canada : 8 mars 2018
- Suisse : 11 octobre 2018 sur RTS Un
- France : 15 octobre 2018 sur 13e rue
- Belgique : 20 septembre 2019 sur RTL-TVI

- États-Unis : 6,24 millions de téléspectateurs[24] (première diffusion)

### Épisode 14:Violence domestique
- États-Unis /  Canada : 22 mars 2018
- Suisse : 11 octobre 2018 sur RTS Un
- France : 15 octobre 2018 sur 13e rue
- Belgique : 20 septembre 2019 sur RTL-TVI

- États-Unis : 6,88 millions de téléspectateurs[25] (première diffusion)
- Canada : 1,276 million de téléspectateurs[26] (première diffusion + différé 7 jours)

Alors que l'échelle 81 et l'ambulance 61 interviennent sur un accident de voiture, Matt Casey et Gabriela Dawson sont inquiets pour la femme blessée, dont le mari dominateur ne lui permet pas de s'exprimer librement. À la caserne 51, Joey Cruz découvre que Mouch et Christopher Herrmann ont contacté des investisseurs pour faire vendre son invention : le Frapigan. Transportée à l'hôpital, la femme blessée refuse les soins sur ordre de son mari dominant, malgré les recommandations du Dr Halstead. Stella Kidd découvre une lettre du centre hospitalier de Springfield adressée à Kelly Severide sur le bureau de ce dernier. Mouch et Christopher font de Joey le président de sa propre société, où il touchera 51% des parts, ses deux collègues 49% et Sylvie Brett aura droit à 10%. Depuis la matinée, l'ambulancière n'est pas dans son assiette, est nauséeuse, anxieuse et perd l'appétit. Sa collègue, inquiète, lui demande si elle ne serait pas enceinte. Matt tente d'apporter son aide à Ollie Boylan, la victime de l'accident de voiture, mais elle ne veut rien entendre. Plus tard, Antonio et Kim Bergess apprennent au lieutenant de l'échelle 81 et Wallace Boden que Scott Boylan, le mari dominateur, a déjà eu affaire à la police pour violences domestiques à l'encontre de sa femme. 

### Épisode 15:Une chance de pardon
- États-Unis /  Canada : 22 mars 2018
- Belgique : 27 septembre 2019 sur RTL-TVI

- États-Unis : 6,88 millions de téléspectateurs[25] (première diffusion)
- Canada : 1,276 million de téléspectateurs[26] (première diffusion + différé 7 jours)

Le test de grossesse de Sylvie Brett s'est avéré négatif, ce qui rassure sa collègue, Gabriella Dawson. Au 51, Matt Casey s'aperçoit d'un rapprochement entre Kelly Severide et Stella Kidd. Toute l'équipe intervient sur un incendie, mais des coups de feu sont tirés et Otis est touché, sauf qu'il s'agit d'une arme d'auto-défense mise en place dans la chambre d'un adolescent. Le pompier de l'échelle 81 est en tachycardie, mais les ambulancières réussissent à le ranimer, puis le conduisent au Med. Le Dr Chang informe ses collègues qu'Otis est dans un état stable, mais la balle est trop proche de sa colonne vertébrale et sans intervention chirurgicale, il risque l'infection, voire la paralysie. Lily et Joey Cruz se rendent à son chevet. Christopher Hermann propose à Stella de le remplacer, mais la pompière souhaite travailler au bar et lance l'idée d'une collecte pour Otis. À la grande surprise des pompiers, le jeune homme, responsable de la blessure d'Otis, n'est pas arrêté par la police, car son arme est enregistrée. 

### Épisode 16:Ceux qui comptent
- États-Unis /  Canada : 29 mars 2018
- Belgique : 27 septembre 2019 sur RTL-TVI

- États-Unis : 5,42 millions de téléspectateurs[27] (première diffusion)

Alors qu'ils se rendent à la caserne en voiture, Kelly Severide et Stella Kidd s'échangent des baisers et cette dernière faillit renverser un piéton. Au Chicago Med, l'état d'Otis semble se compliquer, malgré les présences de Christopher Hermann, Joey Cruz et de Matt Casey. Arrivés à la caserne, les tourtereaux recroisent ce même homme, Cordova, qui devient le remplaçant d'Otis à l'échelle 81. À peine les présentations faites, l'équipe du 51 est déjà envoyée dans un restaurant, où un homme semble blessé. En effet, la main de ce dernier est tordue à cause du broyeur. Mais les pompiers réussissent à l'extirper. Gabriella Dawson s'aperçoit que quelque chose s'est passée entre Kelly et Stella et celle-ci avoue s'envoyer en l'air avec le lieutenant du Secours 3. Carl Grissom propose à Wallace Boden de le promouvoir comme adjoint de chef de district à sa place. Kelly s'excuse auprès du premier pour lui avoir posé un lapin, mais celui-ci le réprimande. Pendant ce temps, Otis passe une IRM. Une tension règne entre Christopher et Cordova, mais le lieutenant de l'échelle 81 demande à son collègue de calmer le jeu. Pour remercier les pompiers d'avoir sauvé leur mari et père, Jill et Amanda débarquent à la caserne pour leur mijoter des plats. Sylvie Brett reçoit un message de Lily, la compagne d'Otis, qui l'informe que le problème de plaquettes du pompier a provoqué une hémorragie durant l'intervention, et qu'actuellement, il est à nouveau sur une table d'opération à cause d'un hématome qui lui compresse la moelle. Toute l'équipe du 51 se rend au Chicago Med pour soutenir leur collègue. Grâce au temps et à la rééducation, il va vite se remettre à marcher comme avant. Persuadé que Cordova va lui voler sa place à l'échelle 81, Otis s'en prend à sa propre compagne qui le laisse tranquille. À la caserne, Kelly et Stella recommencent à coucher ensemble.

### Épisode 17:L'Escroquerie
- États-Unis /  Canada : 5 avril 2018
- Belgique : 4 octobre 2019 sur RTL-TVI

- États-Unis : 5,48 millions de téléspectateurs[28] (première diffusion)

Otis fait son retour à la caserne, malgré son handicap physique, et est envoyé au service administratif aux côtés de Connie. L'équipe de la caserne 51 intervient sur une coupure d'un câble électrique produite dans une piscine de la ville. Stella Kidd sauve la vie d'un petit garçon appelé Alexandre Barlow, puis le ramène au centre en attendant que ses parents viennent le chercher. Otis contacte Franklin Barlow, le père de l'enfant, qui vient le chercher à la caserne jusqu'à l'arrivée de la mère, May. Cette dernière apprend à Wallace Boden et au pompier que Franklin et lui ne vivent plus ensemble et que c'est un homme violent. Kelly Severide reçoit la visite surprise de sa mère et l'héberge chez Stella et lui pendant quelque temps. La jeune femme semble être détestée par la mère de son compagnon, mais va tout faire pour gagner son respect. Au Molly's, Matt Casey apprend que sa femme a eu une aventure avec Cordova, il y a dix ans. Il lui reproche de ne pas lui en avoir parlé. Le lendemain, la mère de Kelly va rencontrer son ex-mari, Benny, dans un café. 

### Épisode 18:Les Fédéraux
- États-Unis /  Canada : 12 avril 2018
- Belgique : 4 octobre 2019 sur RTL-TVI

- États-Unis : 5,64 millions de téléspectateurs[29] (première diffusion)

Stella Kidd et Kelly Severide déjeunent avec les parents du second et l'ambiance est un peu tendue. Sylvie Brett demande des conseils à Gabriella Dawson sur Jake Cordova, car il l’intéresse. Matt Casey conseille Otis qui est pressé de revenir travailler et Joey Cruz décide d’aider un gamin qui a des difficultés scolaires. Le 51 est appelé pour une intervention, mais à peine sorti, ils sont rappelés à la caserne, où le FBI les attend. La caserne est réquisitionnée par le FBI qui doit appréhender un individu dangereux : Martin Becerra. En effet, il doit venir rendre visite à son frère qui habite juste à côté de la caserne. Kelly fait part à sa compagne de ses inquiétudes concernant le fait que ses parents se soient remis ensemble. Les deux lieutenants se proposent d’aider le FBI en allant rendre visite au père d’une ancienne patiente qui habite à côté du suspect. La situation devient tendue quand le lieutenant du Secours 3 se fait surprendre à écouter à la porte du suspect, mais il trouve une excuse qui lui permet de sauver la situation. En rentrant à la caserne, Benny vient voir son fils, mais la conservation devient vite très houleuse. Taye, le garçon que Cruz devait aider, repasse à la caserne, mais un agent du FBI lui demande de repartir et il le prend très mal. Gabriella et Jake ont une explication sur leur ancienne relation. L'ambulancière explique que ça n’avait aucune importance à ses yeux, sauf que le pompier de l'échelle 81 pense le contraire. 

### Épisode 19:Là où tu es..
- États-Unis /  Canada : 19 avril 2018
- Belgique : 11 octobre 2019 sur RTL-TVI

- États-Unis : 5,39 millions de téléspectateurs[30] (première diffusion)

Otis passe une évaluation de contrôle avec un docteur peu communicatif, et à la caserne, en parle ensuite à son chef. L’équipe intervient sur une scène de crime avec la police sur les lieux. La maison en flamme est aussi un point de dépôt de drogue. Stella Kidd a besoin de Jake Cordova, mais il manque à l’appel et se fait réprimander par  Matt Casey. Kelly Severide va aider sa compagne et ils réussissent à sauver une jeune femme. Après l’intervention, Wallace Boden félicite le lieutenant de l'échelle 81 et lui demande son avis sur Jake. Les filles discutent et Sylvie Brett fait une gaffe en parlant à Stella du mariage de son compagnon à Las Vegas. Cinq hommes sont assassinés, car ils sont accusés par le cartel d’avoir volé de l’argent. Antonio prévient les pompiers que le cartel est en ébullition, car il manque 100 000 $ dans la maison de l’incendie. Gabriela pense qu’il faut parler avec la femme qu’ils ont sauvée pour avoir des informations. Stella questionne Kelly sur son mariage et l'ambulancière va voir la femme à l’hôpital, mais elle a trop peur pour parler. Cependant, elle lui dit que quelqu’un a essayé de la tuer pendant l’incendie : un homme grand avec un manteau qui l’a enfermée dans la pièce où Stella l’a trouvée. Antonio fait le point avec Matt qui commence à avoir des doutes sur Jake qu’il suspecte d’avoir volé l’argent. Au Molly’s, Otis explique à Sylvie que ses résultats étaient moins bons que la dernière fois, car il s’entraîne trop. 

### Épisode 20:Compétition
- États-Unis /  Canada : 26 avril 2018
- Belgique : 11 octobre 2019 sur RTL-TVI

- États-Unis : 5,55 millions de téléspectateurs[31] (première diffusion)

### Épisode 21:Les Rivaux
- États-Unis /  Canada : 3 mai 2018
- Belgique : 18 octobre 2019 sur RTL-TVI

- États-Unis : 5,54 millions de téléspectateurs[33] (première diffusion)

Joey Cruz sort de l’ascenseur d’un hôtel avec un air très joyeux, mais au fur et à mesure, il se sent coupable. Christopher Herrmann entraîne l’équipe de basket de son fils et doit recadrer des parents un peu trop vindicatifs. Joey ment à Sylvie Brett et Otis sur l’endroit où il a passé la nuit. Kelly Severide invite Stella Kidd au restaurant. Le Secours 3 et l'ambulance 61 interviennent sur une collision qui implique les collègues des ambulances privées SAS. Le patient à l’arrière de leur ambulance est en état de choc, mais les deux ambulancières le sauvent et apprennent, par hasard, que leur chef de département va être remplacé par un « rond de cuir ». Delia passe à la caserne et remet à Sylvie la pince à billets que Joey a perdue dans sa chambre d'hôtel. Sylvie comprend alors que Joey lui a mentie et qu’il a passé la nuit avec la femme mariée. Sylvie remet la pince à billets à Joey et lui explique sa déception. Renée, l’ex-compagne de Kelly, débarque à la caserne. Elle lui explique qu’elle s’installe à Chicago avec son fils et qu’elle a besoin de lui pour une affaire. Le chef de département Staton vient voir le chef Wallace Boden et toute l’équipe est un peu stressée. Cindy explique à son mari que les parents retirent leurs enfants de l’équipe à cause de l’attitude de Paul Colannino qui, lors de l’entrainement, hurlait sur les enfants. Matt Casey pense que le chef de sa caserne devrait postuler pour remplacer Staton et il en parle à Kelly. Les deux hommes décident de faire jouer leurs relations pour que leur supérieur soit en tête de liste. 

### Épisode 22:Combats de chefs
- États-Unis : 10 mai 2018
- Canada : 17 mai 2018
- Belgique : 18 octobre 2019 sur RTL-TVI

- États-Unis : 5,95 millions de téléspectateurs[34] (première diffusion)

Lors d’une réunion au QG des pompiers, Wallace Boden apprend que Carl Grissom postule aussi pour être chef de département. L'engin-pompe 51 et l'ambulance 61 sont appelées pour sauver un petit garçon coincé sous un arbre, réussissent à l'extraire et l'enfant est conduit au Chicago Med par les ambulancières. Glenn, l'automobiliste qui a donné l'alerte, prend des nouvelles du petit et Sylvie l'informe que ce dernier va mieux et fait connaissance avec l'homme. Kelly présente Renée à Stella, sa compagne actuelle, mais son ex lui demande de passer chez elle pour parler de son affaire. Sylvie explique à Joey Cruz, Otis et Mouch que Glenn s’occupe d’acheter des équipements pour les pompiers d’Indianapolis, qu’elle lui a parlé du « Frapigan » (Slamigan en Anglais) et qu’il est intéressé. Carl fait une scène à Kelly et le menace pour avoir poussé son chef à se présenter. Il en parle à Wallace qui lui conseille de faire profil bas. Joey fait une super présentation à Glen du Frapigan qui a l’air enchanté… et très intéressé par Sylvie. Matt et Gabriella essaient d’avoir un enfant, mais pour l’instant, le test se révèle négatif. Chez elle, Renée explique à Kelly qu’elle ne s’entend pas avec le père de son fils et elle s’excuse pour son attitude passée. Christopher remonte le moral de sa collègue qui rumine un peu en sachant son compagnon chez Renée. Au Molly’s, Gabriella demande à Sylvie si elle connait un spécialiste de la fertilité. 

### Épisode 23:Fin de campagne
- États-Unis : 10 mai 2018
- Canada : 17 mai 2018
- Belgique : 18 octobre 2019 sur RTL-TVI

- États-Unis : 5,95 millions de téléspectateurs[34] (première diffusion)

Au commissariat, Renée Royce reçoit un appel de sa baby-sitter qui l'informe qu'elle s'est juste endormie, mais que son fils va bien. À la caserne, Gabriella Dawson explique à Matt Casey que, malgré les 10% de chances que sa grossesse se passe mal, elle veut quand même essayer d’avoir un bébé. Wallace Boden, Kelly Severide et le lieutenant de l'échelle 81 discutent au sujet de Carl Grissom et le second soupçonne son mentor d'avoir informé le journaliste à propos du pot-de-vin. Le 51 est appelé pour un bâtiment en feu à la suite d'une fuite de gaz. Des hommes sont bloqués en contrebas au milieu des flammes, mais le lieutenant du Secours 3 réussit à les secourir avec l'aide de ses collègues. Son ex-compagne le réquisitionne pour son affaire sous les yeux de sa compagne actuelle. Le chef Hatcher propose à Gabriella un poste à responsabilités à Porto Rico, mais l'ambulancière refuse catégoriquement son offre. Furieux par le comportement de Carl, le chef de bataillon 25 se rend à son bureau pour lui dire ses quatre vérités, mais le chef-district lui conseille de faire profil bas afin d'être sûr d'avoir le poste. Plus tard, Sylvie Brett et Gabriella sont appelées pour un homme blessé, mais ce dernier est un toxicomane et a poignardé sa voisine à mort. Malheureusement, celle-ci décède sous les yeux de la première ambulancière qui est sous le choc. 